# Левин, Соломон Давидович
Соломо́н Дави́дович Ле́вин (9 марта 1907, Санкт-Петербург — 1990, Ленинград) — советский живописец, график, педагог, автор статей по вопросам воспитания. Заслуженный учитель РСФСР (1969).

## Биография
С. Д. Левин родился в Санкт-Петербурге в семье часовщика. Рисовать начал в школе. Не только сам любил рисовать, но увлекал и других ребят, организовал школьный кружок рисования. Занимался декоративным оформлением школьных вечеров. Позднее рисовал в группе учеников театрального художника.
1926—1928 — учился в Ленинградском художественно-промышленном техникуме (окончил 2 курса). Работал в театре «Пионер» Ленинградского губернского комитета ВЛКСМ (приходилось быть и художником, и постановщиком, и костюмером).
В 1930 руководил кружком рисования в городском Доме детской культуры КУЖДа (Комиссии улучшения жизни детей), являлся заместителем начальника штаба при Обкоме ВЛКСМ «по борьбе с прорывами промфинплана всеми видами искусств».
1931—1933 — инструктор ИЗО (Отдела изобразительных искусств) в Институте восстановления трудоспособности физически дефективных детей и подростков им. профессора Г. И. Турнера. Выпускали нечто вроде «Окон РОСТа» на темы политические, международные и подсмотренные в своей жизни. Рисовали коллективно на больших листах композиции об Октябрьской революции, вмещая в одну картину разные эпизоды: митинг, летящие по воздуху листовки, продажу большевистских газет, приезд Ленина в Петроград, раздачу оружия красногвардейцам, штурм Зимнего, провозглашение власти Советов. Делали панно во всю торцевую стену зала.
С 1932 г. работал в Методическом кабинете изобразительного искусства ленинградского Дома художественного воспитания детей. Принимал участие в работе Центрального дома художественного воспитания детей им. А. С. Бубнова (Москва), а затем в работе Института художественного воспитания АПН РСФСР. Был членом методсовета. В течение всех лет являлся активным участником методических всероссийских конференций художников-педагогов и научных сессий, организуемых ЦДХВД и затем Институтом. Принимал участие в организации всесоюзных выставок детских рисунков, где работа его учащихся неоднократно была отмечена почётными грамотами и премиями. В 1936 г. ленинградский Дом художественного воспитания детей был преобразован во Дворец пионеров. С. Д. Левин работал в нём в разные годы в качестве методиста, заведующего и старшего педагога ИЗО-отдела.
В 1934—1937 годах работал также учителем рисования в 1-й Опытной школе Петроградского района. В 1936—1937 годах работал в вечернем Педагогическом техникуме на дошкольном и школьном отделениях.
1939—1946 — участник Советско-финской и Великой Отечественной войн. Демобилизован был в 1946 году, но с разрешения командования преподавать во Дворце Пионеров стал ещё в 1944 г.
В 1949 году окончил факультет теории и истории искусства Института живописи, скульптуры и архитектуры им. И. Е. Репина (дипломная работа: «Художественное воспитание в школе»). В 1951—1953 годах преподавал рисование в 207 средней школе г. Ленинграда. Преподавал в Доме пионеров Московского района. Почти 25 лет С. Д. Левин руководил активом воспитателей детских садов. Много лет руководил объединением педагогов кружков рисования в Домах и Дворце пионеров. В 1969 г. указом Президиума Верховного совета РСФСР С. Д. Левину присвоено почётное звание Заслуженного учителя школы. Во Дворце Пионеров С. Д. Левин работал до 1970 г. Вынужден был оставить работу в связи с болезнью.

## Педагогическая деятельность
С. Д. Левин придавал большое значение организации выставок детского творчества. Выставки детского творчества устраивались во Дворце пионеров, в ЛОСХе, в Эрмитаже, в Академии художеств, в Этнографическом музее, в Русском музее. С. Д. Левин почти ежегодно летом выезжал со своими воспитанниками на этюды в разные районы страны — более 20 лет. Работы учеников Левина экспонировались на всероссийских, всесоюзных, международных выставках в Москве, Индии, ГДР, Румынии, Канаде, США, Финляндии, Польше, Чехословакии. Соломон Левин опубликовал несколько десятков статей в художественных журналах и сборниках, ряд брошюр и книг по вопросам художественного воспитания, им прочитано много докладов на всесоюзных конференциях педагогов. Принимал участие в нескольких педагогических чтениях Института художественного воспитания при Академии педагогических наук в Москве. С. Д. Левин является составителем сборника «Юный художник» 1961 г. и автором более половины всех статей, участвовал в сборнике «Юный художник» 1964 г., писал статьи для журналов. В 1970 принимал участие в работе семинара актива воспитателей детских садов, давал консультации своим бывшим ученикам. Всего учеников у С. Д. Левина было около двух тысяч. Профессиональными художниками, архитекторами, педагогами стали несколько сот человек. Многие талантливые дети избрали другие специальности, но остались людьми творческими. Весь свой педагогический опыт С. Д. Левин обобщил в фундаментальном труде «Ваш ребёнок рисует» (1979). Эта книга адресована родителям, воспитателям, педагогам. Детям же он посвятил и вторую свою книгу — «Беседы с юным художником» (1988), где с подростками серьёзно и доходчиво обсуждал сложные проблемы искусства. В содержании и стиле изложения ощущается большой и продуктивный педагогический опыт автора.
Детский рисунок — искусство, так как выразительность детского рисунка (как и всякого произведения искусства) возбуждает у зрителя сопереживание, эстетические эмоции, то есть собственно то, ради чего и создаются эти произведения, ради чего и существует искусство.

С.Д. Левин

### Известные ученики
- Александр Арефьев.
- Валентин Громов.
- Юрий Дмитриевич Хухров — русский советский художник, живописец, член Санкт-Петербургского Союза художников (до 1992 года — Ленинградской организации Союза художников РСФСР)[4].
- Анатолий Евменов — петербургский художник, член Союза художников СССР. Член-корреспондент Российской Академии гуманитарных наук[5].
- Галина Сергеевна Гампер — российский поэт и переводчик. С 14-ти до 18-ти лет занималась живописью[6].
- Олег Фронтинский — художник-живописец, член Союза Художников РФ[7].
- Александр Бихтер — художник[8].

## Художественное творчество
Первая персональная выставка "Живопись С. Д. Левина " состоялась в январе 1987 года в выставочном зале Кофейного домика Летнего сада. Она явилась неожиданным открытием художника. 2004 — выставка в музее «Царскосельская коллекция».

## Изданные книги
- 1979 — книга «Ваш ребёнок рисует»
- 1988 — двухтомник «Беседы с юным художником»